# Ecstasy (comics)
Pour les articles homonymes, voir Ecstasy (homonymie).
Ecstasy est une super-vilaine créée par Marvel Comics. Elle est apparue pour la première fois dans Doctor Strange vol.2 #78.

## Origine
Criminelle française, Renée Deladier, était une trafiquante de drogue basée à Marseille. Elle distribuait surtout de l'ecstasy, d'où son pseudonyme. Un jour, elle absorba les pouvoirs de La Cape, piégeant ce dernier dans la Dimension Noire. Le Docteur Strange réussit à aider le héros en entrant dans la Dimension. Ecstasy fut vaincue grâce à l'Œil d'Agamotto. Elle réussit plus tard à voler de nouveau les pouvoirs de La Cape, mais les perdit et se cacha. Elle affronta les New Warriors.
Récemment, après avoir regagné des pouvoirs basés sur la Darkforce, elle tenta de piéger Union Jack.

## Pouvoirs
- Ecstasy peut manipuler et l'énergie vitale autour d'elle. Son pouvoir se manifeste sous la forme d'un voile d'ombre entourant son corps. Grâce à ce pouvoir, elle peut faire sombrer ses adversaires dans des comas artificiels, voire les tuer.
- Elle peut se téléporter et devenir intangible à volonté.